# Деймон Герріман
Деймон Герріман (англ. Damon Herriman; нар. 31 березня 1970 року, Аделаїда, Південна Австралія, Австралія) — австралійський американський актор, сценарист, продюсер, режисер і оператор.

## Кар'єра
Деймон Герріман почав брати участь в рекламних роликах, коли йому було 8 років. З 1980 року він починає кар'єру в кіно, граючи роль в серіалі «Сім'я Салліван». Крім того, Деймон працює на телебаченні і в театрі. Ноел Герріман, батько Деймона, теж актор. 
Як актор Деймон Герріман відомий за такими фільмами і серіалами: «Син Маски», «Будинок воскових фігур», «Дж. Едгар», «Самотній рейнджер», «Шукач води», «C. S. I.: Місце злочину», «Люби, як я хочу», «Загін «Антитерор»», «У всі тяжкі», «Правосуддя», «Вілфред», «Вегас», «Майже людина», «Батл Крік», «Скорпіон», Одного разу... в Голлівуді та ін.
Деймон Герріман також виконав роботу сценариста, продюсера, режисера та оператора в низці короткометражних фільмів.

## Фільмографія
| Рік       |   | Українська назва                | Оригінальна назва              | Роль                                |
| --------- | - | ------------------------------- | ------------------------------ | ----------------------------------- |
| 1990      | ф |                                 | The Big Steal                  | Марк                                |
| 1998      | ф |                                 | Praise                         | скінхед                             |
| 2003      | ф |                                 | Ned                            | Стів Харт                           |
| 2005      | ф | Син Маски                       | Son of the Mask                | працівник Animagine                 |
| 2005      | ф | Будинок воскових фігур          | House of Wax                   | Лестер Сінклейр                     |
| 2006      | ф | Кенді                           | Candy                          | Роджер Мойлан                       |
| 2008      | ф |                                 | Redbelt                        | службовець                          |
| 2008      | ф |                                 | The Square                     | Едді                                |
| 2008      | ф |                                 | Winged Creatures               | міністр                             |
| 2010      | с | CSI: Місце злочину              | CSI: Crime Scene Investigation | Дуейн Сіммонс (Епізод: "Wild Life") |
| 2010—2015 | с | Правосуддя                      | Justified                      | Дьюї Кроу (22 серії)                |
| 2011      | с | Пуститися берега                | Breaking Bad                   | Scary Skell (Епізод: "Cornered")    |
| 2011      | с | Вілфред                         | Wilfred                        | Джессі (Епізод: "Fear")             |
| 2011      | ф | Дж. Едгар                       | The Lone Ranger                | Річард Гауптманн                    |
| 2012      | ф |                                 | 100 Bloody Acres               | Ред Морган                          |
| 2013      | ф | Самотній Рейнджер               | The Lone Ranger                | Рей                                 |
| 2014      | ф | Шукач води                      | The Water Diviner              | Макінтайр                           |
| 2014      | ф |                                 | Son of a Gun                   | Вілсон                              |
| 2014      | ф |                                 | The Little Death               | Ден                                 |
| 2015      | с |                                 | Battle Creek                   | детектив Ніблет (9 серій)           |
| 2015      | с | Скорпіон                        | Scorpion                       | Глісон (Епізод: "US vs. UN vs. UK") |
| 2016      | ф |                                 | Down Under                     | Джейсон                             |
| 2018      | ф | Соловей                         | The Nightingale                | Русе                                |
| 2019—2021 | с | Посередник                      | Mr Inbetween                   | Фредді (19 серій)                   |
| 2019      | с | ТОВ «Вічна благодать»           | Perpetual Grace, LTD           | Пол Аллен Браун (10 серій)          |
| 2019      | ф | Одного разу... в Голлівуді      | Once Upon a Time in Hollywood  | Чарлз Менсон                        |
| 2019      | с | Мисливець за розумом            | Mindhunter                     | Чарльз Менсон (Епізод #2.5)         |
| 2019      | ф |                                 | Judy and Punch                 | Панч                                |
| 2021      | с | Змій                            | The Serpent                    | Лавер (3 серії)                     |
| 2021      | ф | Кролик Петрик 2: Втеча до міста | Peter Rabbit 2: The Runaway    | Том Кіттен (озвученя)               |
| 2021      | ф | Мортал Комбат                   | Mortal Kombat                  | Кабал (озвученя)                    |
| 2022      | ф | Моноліт                         | Monolith                       | Джарад                              |
| 2023      | ф | Магічні двері                   | The Portable Door              | Монті Сміт-Грегг                    |
| 2023      | ф | Байкери                         | The Bikeriders                 | Брюсі                               |
| 2025      | ф | Одне ціле                       | Together                       | Джеймі Маккейб                      |
| 2025      | ф | Мортал Комбат 2                 | Mortal Kombat 2                | Куан Чі                             |

## Нагороди
- 1982: премія «Logie Awards» в номінації «Найкраща роль неповнолітнього актора»
- 2004: премія «Flickerfest» за найкращий сценарій у короткометражному фільмі «Soar»
- 2013: премія «AACTA» в номінації  «Найкраща роль у комедійному телесеріалі»
- 2015: премія «AACTA» в номінації  «Найкраща чоловіча роль»